# Manor Motorsport
Manor Racing — автогоночная команда, основанная в 1990-м году британским автогонщиком Джоном Бутом. С сезона 2010 года по сезон 2016 года проект под разными именами выставлял свои машины в Формуле-1.
Лозунг команды — «Вот для чего мы здесь».

## История

### 2010 — 2011: Virgin
Virgin Racing — автогоночная команда, выступавшая в Формуле-1 в сезонах 2010 и 2011. Право на выступление получила 12 июня 2009 года, также как и ещё две команды-новички. Прообразом команды была команда Формулы-3 Manor Motorsport, ныне участвующая в Евросерии Формулы-3. Команда должна была выступать под именем Manor Grand Prix, но к началу сезона 2010 она была куплена Ричардом Брэнсоном и сменила название на Virgin Racing. Лицензия у команды была британская. Компания Marussia Motors в лице её руководителя и основателя Николая Фоменко, в 2010 году являлась спонсором команды. Кроме того, Фоменко также выполнял роль главы инженерного департамента. В конце 2010 года Брэнсон продал компании Marussia Motors контрольный пакет акций команды, после чего, в сезоне 2011 выступала под названием Marussia Virgin Racing. На лондонской презентации шасси MVR-02 было объявлено, что команда будет выступать под российским флагом, однако добиться этого удалось только к началу следующего, 2012 сезона, а весь сезон 2011 лицензия команды осталась британской, шасси команды все также именовались Virgin. Наконец, перед сезоном 2012 года Брэнсон продал и оставшиеся акции, и вследствие перерегистрации команды с российской автоспортивной лицензией она была преобразована в новую команду Маруся, Оба сезона команда Virgin использовала двигатели Cosworth.В конце 2011 года стало известно о призовых пилотах 2012 года, немец Тимо Глок останется в команде, а место Жерома Д’Амброзио займет француз Шарль Пик, ставший четвёртым в серии GP2 в 2011 году.

### 2012 — 2014: Marussia
В середине января 2012 года Пэт Симмондс объявил, что команда представит новую машину только во второй серии тестов, но затем планы изменились. Команда пропустит первую серию тестов в Хересе с 7 по 10 февраля, чтобы сконцентрироваться на подготовке новой машины, которая будет представлена на третьей серии тестов в Барселоне 1 марта 2012 года. На второй серии тестов в Барселоне (21-24 февраля 2012 года) команда отработала с прошлогодним шасси MVR-02.
Планы команды снова были нарушены, когда новая машина не смогла пройти 1 из 18 обязательных краш-тестов FIA, поэтому согласно правилам она не смогла участвовать в тестах с новым болидом. Таким образом, в Marussia решили сконцентрироваться над решением проблемы и пропустить третьи и четвёртые тестовые серии в Барселоне, пока проблема не была решена уже после завершения всех предсезонных тестов 6 марта 2012 года.
В конце января 2012 года стало известно, что в сезоне 2012 года команда не будет использовать KERS, а в конце февраля — что на новой машине Marussia не будет ступеньки. Из-за проблем с прохождением краш-теста болид для 2012 года MR01 был представлен только 5 марта 2012 года в Сильверстоуне, чтобы использовать его в рамках «съемочного» дня.
3 июля 2012 года, во время испытательного заезда на территории аэродрома Даксфорд в английском графстве Кембриджшир, болид команды, ведомый тест-пилотом, испанкой Марией де Вильота, при завершении первого круга неожиданно ускорился и врезался в припаркованный грузовик команды. С тяжелыми травмами головы и лица де Вильота была доставлена в клинику Адденбрук в Кембридже, где коллективом хирургов была проведена многочасовая операция. В результате травм, полученных при аварии, Мария лишилась правого глаза. Впоследствии, 11 октября 2013, Мария де Вильота умерла вследствие кровоизлияния в мозг.
В сентябре 2012 года британский автогонщик Макс Чилтон стал резервным гонщиком команды. В последней гонке сезона у команды был шанс обеспечить 10-ю строчку в Кубке Конструкторов, но Шарль Пик не удержал Виталия Петрова из Caterham в борьбе за 11 место в гонке.
В декабре 2012 года команда подтвердила контракт на сезон 2013 с Максом Чилтоном в качестве боевого пилота, а также что Пэт Симмондс назначен на пост технического директора команды (Симмондс до этого выполнял роль консультанта из-за «запрета на профессию» после скандала на Гран-при Сингапура 2008 года). А уже в январе следующего года стало известно, что основной пилот Тимо Глок уходит из команды и будет выступать в 2013 в чемпионате DTM.
5 февраля Marussia представила болид для 2013 года, который получил название MR02. На следующий день был объявлено о подписании контракта с бразильцем Луисом Разия вторым пилотом команды, но из-за финансовых проблем бразильца его место занял слушатель Академии Ferrari и вице-чемпион Мировой серии Renault 3,5 литра, француз Жюль Бьянки. Бьянки до этого работал на свободных заездах в составе Force India, но места боевого пилота там не получил.
С началом нового сезона Marussia оказалась единственной командой у которой не был подписан договор с FOM, после того как истек Договор Согласия в 2012 году, а новый так и не был подписан. В конце июня исполнительный директор команды Энди Уэбб рассказал, что договор не подписан, потому что Берни Экклстоун отказался от финансовых выплат команде, которая заняла 11-е место в Кубке конструкторов 2012 года, и переговоры о подписании договора все ещё продолжаются..
В апреле 2013 Lloyds Banking Group продала принадлежащие ей 25,3 % акций команды Marussia, которые перешли к Marussia Motors (ранее, в 2011 году LDC выдала команде кредит на сумму 38,4 миллиона фунтов стерлингов, доведя общую сумму долга до 77,7 миллионов фунтов). На момент выхода LDC из числа акционеров, задолженность команды составила 81,2 миллиона фунтов. В июле Пэт Симмондс объявил, что покидает команду и становится сотрудником Williams. Но, несмотря на все трудности, команда смогла сохранить 10-е место в Кубке конструкторов.
В середине 2013 года Marussia подписала контракт на использование новой силовой установки Ferrari в сезоне 2014 года. В октябре стало известно, что Жюль Бьянки остаётся в команде. В январе руководство подтвердило, что Макс Чилтон остается в команде на 2014 сезон, тем самым сохранив состав пилотов. На Гран-при Монако команда Marussia впервые в своей истории набрала очки благодаря усилиям Жюля Бьянки, который финишировал на восьмом месте, однако из-за штрафа был перемещён на девятую позицию, набрав 2 зачётных очка. Во время Гран-при Японии Жюль Бьянки попал в аварию, получив тяжёлую травму, впоследствии оказавшуюся смертельной. На следующем этапе — Гран-при России — команда не стала использовать резервных пилотов (вместо Бьянки) и выставила на старт только Макса Чилтона.
В конце октября команда Marussia объявила о введении внешнего управления. Параллельно заявлено, что команда пропустит гонки в США и Бразилии.
7 ноября 2014 года Marussia объявила о прекращении операционной деятельности и увольнении всех сотрудников. Поводом для закрытия послужило отсутствие финансирования. Таким образом, «домашний» Гран-при России стал для команды последним.
Благодаря двум очкам, набранным Жюлем Бьянки, по итогам сезона 2014 команда Marussia заняла 9 место в чемпионате, опередив Sauber и Caterham, не набравших очков вообще.

### 2015: Manor Marussia
С 2015 года команда сменила название на «Manor Marussia F1 Team» и стала выступать в сезоне 2015 под британской гоночной лицензией, используя прошлогоднее шасси Marussia MR03, доработанное с учётом регламента, и «клиентские» двигатели Ferrari. За руль болидов садились британец Уилл Стивенс, американец Александр Росси, испанец Роберто Мери.
В первой гонке сезона 2015 в Австралии «Manor Marussia» не вышла на старт из-за технических проблем. В Малайзии Уилл Стивенс выступал на 1 практике, но не смог стартовать, на старт вышел только Роберто Мери. И лишь в третьей гонке сезона, в Китае, обе машины не только вышли на старт, но и доехали до финиша.
За сезон 2015 года команда «Manor Marussia» так и не набрала ни одного очка, а лучшим результатом гонок стало 12 место (Мери в Сильверстоуне и Росси в Остине).

### 2016: Manor
В сезоне 2016 года команда выступала под названием «Manor Racing», её глава Джон Бут и спортивный директор Грэм Лоудон перестали работать в ней. «Манор» использовали силовые установки Mercedes, а также коробку передач и элементы подвески Williams.

10 февраля 2016 в Manor Racing подтвердили контракт с немецким пилотом Паскалем Верляйном, чемпионом DTM в сезоне 2015, участвовавшим в тестах Формулы-1 за рулём Force India и Mercedes. Позднее был подписан контракт с Рио Харьянто — первым индонезийским гонщиком в истории Формулы-1, имевшим государственную поддержку (значительную часть требуемой по контракту суммы заплатило министерство по делам молодёжи и спорта).

На протяжении сезона Manor боролась с Sauber за предпоследнее место в Кубке Конструкторов. Весь сезон команда испытывала финансовые проблемы. В четырёх Гран-при Рио Харьянто удалось квалифицироваться выше Паскаля Верляйна, но в целом значительно лучше выступал Верляйн. Именно он и принёс 1 очко Manor в Гран-при Австрии 2016 года, заняв 10 место.

В Гран-при Бельгии вместо Рио Харьянто, оставшегося без спонсорской поддержки, за Manor дебютировал французский гонщик Эстебан Окон. За сезон очков он (как и Харьянто) не набрал, но благодаря 10-му месту Верляйна в Австрии команда Manor шла выше Sauber, долгое время вообще не финишировавших в топ-10. Однако в Бразилии пилот Sauber Фелипе Наср занял 9 место и принёс своей команде 2 очка. Manor завершили сезон на последнем месте в Кубке Конструкторов. Потенциальных покупателей команды не нашлось, и в сезоне Формулы-1 2017 года Manor не участвовала.

## Результаты выступлений

### Формула-1
| Год      | Название               | Болид  | Мотор                  | Шины   | #           | Пилоты                                    | Очки   | Место  |        |        |        |        |        |        |        |        |        |        |        |        |        |        |        |        |        |        |        |
| Virgin   | Virgin                 | Virgin | Virgin                 | Virgin | Virgin      | Virgin                                    | Virgin | Virgin | Virgin | Virgin | Virgin | Virgin | Virgin | Virgin | Virgin | Virgin | Virgin | Virgin | Virgin | Virgin | Virgin | Virgin | Virgin | Virgin | Virgin | Virgin | Virgin |
| -------- | ---------------------- | ------ | ---------------------- | ------ | ----------- | ----------------------------------------- | ------ | ------ | ------ | ------ | ------ | ------ | ------ | ------ | ------ | ------ | ------ | ------ | ------ | ------ | ------ | ------ | ------ | ------ | ------ | ------ | ------ |
| 2010     | Virgin Racing          | VR-01  | Cosworth CA2010 2,4 V8 | B      | 24. 25.     | Тимо Глок Лукас ди Грасси                 | 0      | 12     |        |        |        |        |        |        |        |        |        |        |        |        |        |        |        |        |        |        |        |
| 2011     | Marussia Virgin Racing | MVR-02 | Cosworth CA2011 2,4 V8 | P      | 24. 25.     | Тимо Глок Жером д’Амброзио                | 0      | 12     |        |        |        |        |        |        |        |        |        |        |        |        |        |        |        |        |        |        |        |
| Marussia |                        |        |                        |        |             |                                           |        |        |        |        |        |        |        |        |        |        |        |        |        |        |        |        |        |        |        |        |        |
| 2012     | Marussia F1 Team       | MR01   | Cosworth CA2012 2,4 V8 | P      | 24. 25.     | Тимо Глок Шарль Пик                       | 0      | 11     |        |        |        |        |        |        |        |        |        |        |        |        |        |        |        |        |        |        |        |
| 2013     | Marussia F1 Team       | MR02   | Cosworth CA2013 2,4 V8 | P      | 22. 23.     | Жюль Бьянки Макс Чилтон                   | 0      | 10     |        |        |        |        |        |        |        |        |        |        |        |        |        |        |        |        |        |        |        |
| 2014     | Marussia F1 Team       | MR03   | Ferrari 059/3 1,6 V6 t | P      | 4. 17. 42.  | Макс Чилтон Жюль Бьянки Александр Росси   | 2      | 9      |        |        |        |        |        |        |        |        |        |        |        |        |        |        |        |        |        |        |        |
| 2015     | Manor Marussia F1 Team | MR03B  | Ferrari 059/3 1,6 V6 t | P      | 28. 53. 98. | Уилл Стивенс Александр Росси Роберто Мери | 0      | 10     |        |        |        |        |        |        |        |        |        |        |        |        |        |        |        |        |        |        |        |
| Manor    |                        |        |                        |        |             |                                           |        |        |        |        |        |        |        |        |        |        |        |        |        |        |        |        |        |        |        |        |        |
| 2016     | Manor Racing           | MRT05  | Mercedes 1,6 V6 t      | P      | 94. 88. 31. | Паскаль Верляйн Рио Харьянто Эстебан Окон | 1      | 11     |        |        |        |        |        |        |        |        |        |        |        |        |        |        |        |        |        |        |        |